# Tekken: The Motion Picture
Tekken: The Motion Picture is een animefilm uit 1998, gebaseerd op de computerspelserie Tekken van Namco. De film werd oorspronkelijk uitgebracht in Japan als een twee-episode OVA, een Engelse versie is geproduceerd door ADV Films die beide afleveringen bewerkt tot een uur durende film en werd gekenmerkt door een nieuwe veramerikaniseerde soundtrack.

## Verhaal
Het verhaal in de film is losjes gebaseerd op het eerste Tekken-spel, waar Kazuya Mishima de hoofdpersoon is en Heihachi Mishima het hoofd van de Mishima Zaibatsu, en Tekken 2, waarin Jun en Lei onderzoek doen naar de illegale activiteiten van de Zaibatsu.
Het kleine meisje Jun heeft ooit gezien dat de slechte Heihachi Mishima zijn zoontje Kazuya in een ravijn gooide, omdat hij te zwak zou zijn. Hij was een schande voor de familie. Later als Jun volwassen is, moet ze voor haar werk Heihachi's bedrijf infiltreren, omdat hij waarschijnlijk illegale wapens aan het produceren is. Heihachi organiseert een toernooi voor de beste vechters ter wereld. Aangezien Jun ook een vechter is, kan ze het zwaar bewaakte eiland waar Heihachi's bedrijf staat binnenkomen. Later blijkt dat Kazuya nog leeft en uit is op wraak.

## Rolverdeling
| Acteur           | Personage          | Engelstalige stem |
| ---------------- | ------------------ | ----------------- |
| Kazuhiro Yamaji  | Kazuya Mishima     | Adam Dudley       |
| Yumi Toma        | Jun Kazama         | Edi Patterson     |
| Daisuke Gori     | Heihachi Mishima   | John Paul Shepard |
| Akio Nakamura    | Lei Wulong         | Gray G. Haddock   |
| Shin'ichirô Miki | Lee Chaolan        | David Stokey      |
| Minami Takayama  | Nina Williams      | Ellie McBride     |
| Kaori Yamagata   | Anna Williams      | Claire Hamilton   |
| Eri Sendai       | Jonge Jun          | Lucy Farris       |
| Minami Takayama  | Jonge Kazuya       | Jacob Frachek     |
| Narumi Hidaka    | Michelle Chang     | Jessica Robertson |
| Akio Otsuka      | Jack-2             |                   |
|                  | Jane               | Jessica Schwatz   |
| Tamio Ôki        | Dokter Boskonovich | Ken Webster       |
| Seiji Sasaki     | Bruce Irvin        | Peter Harrell Jr. |
| Kyôsei Tsukui    | Baek Doo San       |                   |
| Minami Takayama  | Jin                |                   |